# 田原隆
田原 隆（たわら たかし、1925年9月8日 - 2012年9月9日）は、日本の官僚、政治家。法務大臣（第54代）、自由民主党衆議院議員（6期）を歴任した。位階は従三位。

## 来歴・人物
大分県田原村 (現杵築市) 生まれ。九州大学工学部土木工学科を卒業し、1949年に建設省に入省した。1979年に退官する。
1979年、第35回衆議院議員総選挙に旧大分県第2区から無所属で出馬し、初当選（当選同期に佐藤信二・保利耕輔・畑英次郎・小里貞利・岸田文武・白川勝彦・丹羽雄哉・亀井静香・吹田愰・宮下創平・亀井善之・船田元など）。その後自由民主党の党友組織である自由国民会議を経て自民党に入党し、追加公認を受けた。以後当選6回。自民党では田中派に所属し、その後竹下登が田中派を割って結成した経世会に移った。
通商産業政務次官、衆議院商工委員長を経て1991年、宮澤内閣で法務大臣に就任。1993年の第40回衆議院議員総選挙では旧大分2区の定数が3から2に削減され、同選挙区唯一の自民党公認候補として立候補した。当時は既成政党への反発による新党ブームに沸いていたが、新党さきがけの岩屋毅を169票の僅差で下し第2位で当選した。
小選挙区比例代表並立制導入後初めて実施された1996年の第41回衆議院議員総選挙では、自民党は田原の小選挙区を旧大分県第4区（2002年廃止）に改めた。しかし社会民主党の横光克彦、前回落選後さきがけを離党し新進党に加わった岩屋が同選挙区からの出馬を表明したため、比例九州ブロック単独での立候補となったものの名簿下位に登載され、落選。政界を引退した。同年、勲一等瑞宝章受章。
2012年9月9日、肺炎のため福岡県福岡市の病院にて逝去。87歳没。没日付をもって従三位に叙された。

## エピソード
- 田原の選出選挙区であった旧大分2区には、同じ田中派の先輩議員で田中派会長・自民党副総裁も務めていた西村英一がおり、選挙では同党、同派閥ながら激しい選挙戦が繰り広げられた。1980年の衆参同日選挙では自民党が大勝し、田原も最下位の3位（旧大分2区は定数3）で当選したが、西村が次点で落選し、副総裁を辞任に追い込まれた。この選挙中に自民党総裁（首相）の大平正芳が死去しており、西村は総裁代行格で後継候補でもあったが、落選で幻に終わった。
- 1989年11月から、日本では死刑の執行が行われない状態が続いていた。田原は法相就任後の記者会見で「国民の多数が死刑を支持している」と述べ、自身が死刑執行命令を発令することは有り得るという見解を表明。しかし、田原の在任中も死刑執行はなく、田原は「退任の日まで死刑執行命令書が一度も上がってこなかった」と説明した。結局後任の後藤田正晴が執行を復活させる。